# Hradec-Nová Ves
Hradec-Nová Ves (niem. Gröditz-Neudorf) – miejscowość i gmina (obec) w Czechach, w kraju ołomunieckim, w powiecie Jesionik. W 2022 roku liczyła 373 mieszkańców.
W latach 1976–1990 była częścią gminy Mikulovice. Znajduje się tu przystanek kolejowy Hradec-Nová Ves.